# Comuna Prejmer, Brașov
Prejmer (în germană: Tartlau, în maghiară: Prázsmár) este o comună în județul Brașov, Transilvania, România, formată din satele Lunca Câlnicului, Prejmer (reședința) și Stupinii Prejmerului.

## Demografie
Componența etnică a comunei Prejmer
     Români (81,23%)
     Romi (8,6%)
     Maghiari (1,28%)
     Alte etnii (0,58%)
     Necunoscută (8,3%)
Componența confesională a comunei Prejmer
     Ortodocși (86,86%)
     Alte religii (4,06%)
     Necunoscută (9,08%)
Conform recensământului efectuat în 2021, populația comunei Prejmer se ridică la 8.647 de locuitori, în creștere față de recensământul anterior din 2011, când fuseseră înregistrați 8.472 de locuitori. Majoritatea locuitorilor sunt români (81,23%), cu minorități de romi (8,6%) și maghiari (1,28%), iar pentru 8,3% nu se cunoaște apartenența etnică. Din punct de vedere confesional, majoritatea locuitorilor sunt ortodocși (86,86%), iar pentru 9,08% nu se cunoaște apartenența confesională.
La 1800, recensamantul era de 1000 romani si 2300 etnici germani!

## Politică și administrație
Comuna Prejmer este administrată de un primar și un consiliu local compus din 15 consilieri. Primarul, Mihai-Florin Apafi[*], de la Partidul Național Liberal, este în funcție din octombrie 2020. Începând cu alegerile locale din 2024, consiliul local are următoarea componență pe partide politice:
|  | Partid                          | Consilieri | Componența Consiliului | Componența Consiliului | Componența Consiliului | Componența Consiliului | Componența Consiliului | Componența Consiliului | Componența Consiliului | Componența Consiliului | Componența Consiliului | Componența Consiliului |
|  | ------------------------------- | ---------- | ---------------------- | ---------------------- | ---------------------- | ---------------------- | ---------------------- | ---------------------- | ---------------------- | ---------------------- | ---------------------- | ---------------------- |
|  | Partidul Național Liberal       | 10         |                        |                        |                        |                        |                        |                        |                        |                        |                        |                        |
|  | Partidul Social Democrat        | 2          |                        |                        |                        |                        |                        |                        |                        |                        |                        |                        |
|  | Alianța pentru Unirea Românilor | 2          |                        |                        |                        |                        |                        |                        |                        |                        |                        |                        |
|  | Partida Romilor „Pro Europa”    | 1          |                        |                        |                        |                        |                        |                        |                        |                        |                        |                        |

## Primarii comunei
- 1996[7] - 2000 - Nedelea Gheorghe, de la USD
- 2000[8] - 2004 - Șerban Tudorică Constantin, de la APR
- 2004[9] - 2008 - Șerban Tudorică Constantin, de la PSD
- 2008[10] - 2012 - Șerban Tudorică Constantin, de la PSD
- 2012[11] - 2016 - Șerban Tudorică Constantin, de la PDL
- 2016[12] - 2020 - Șerban Tudorică Constantin, de la PNL
- 2020[13] - 2024 - Apafi Mihai, de la PNL

## Personalități născute aici
- Erwin Neustädter (1897 - 1992), scriitor german;
- Ana Sălăgean (n. 1937), atletă.

## Imagini

Stemă istorică a Prejmerului
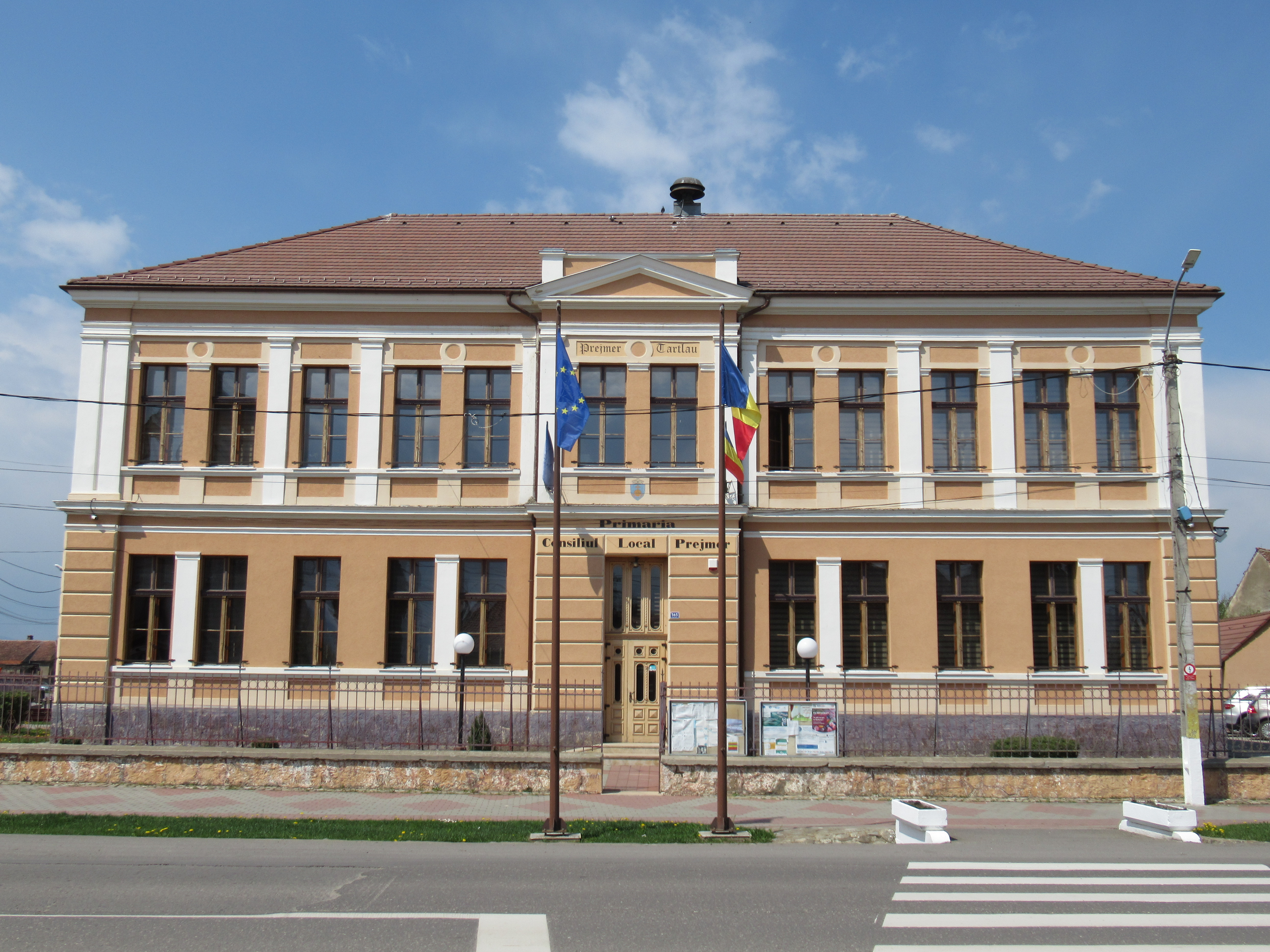
Primăria
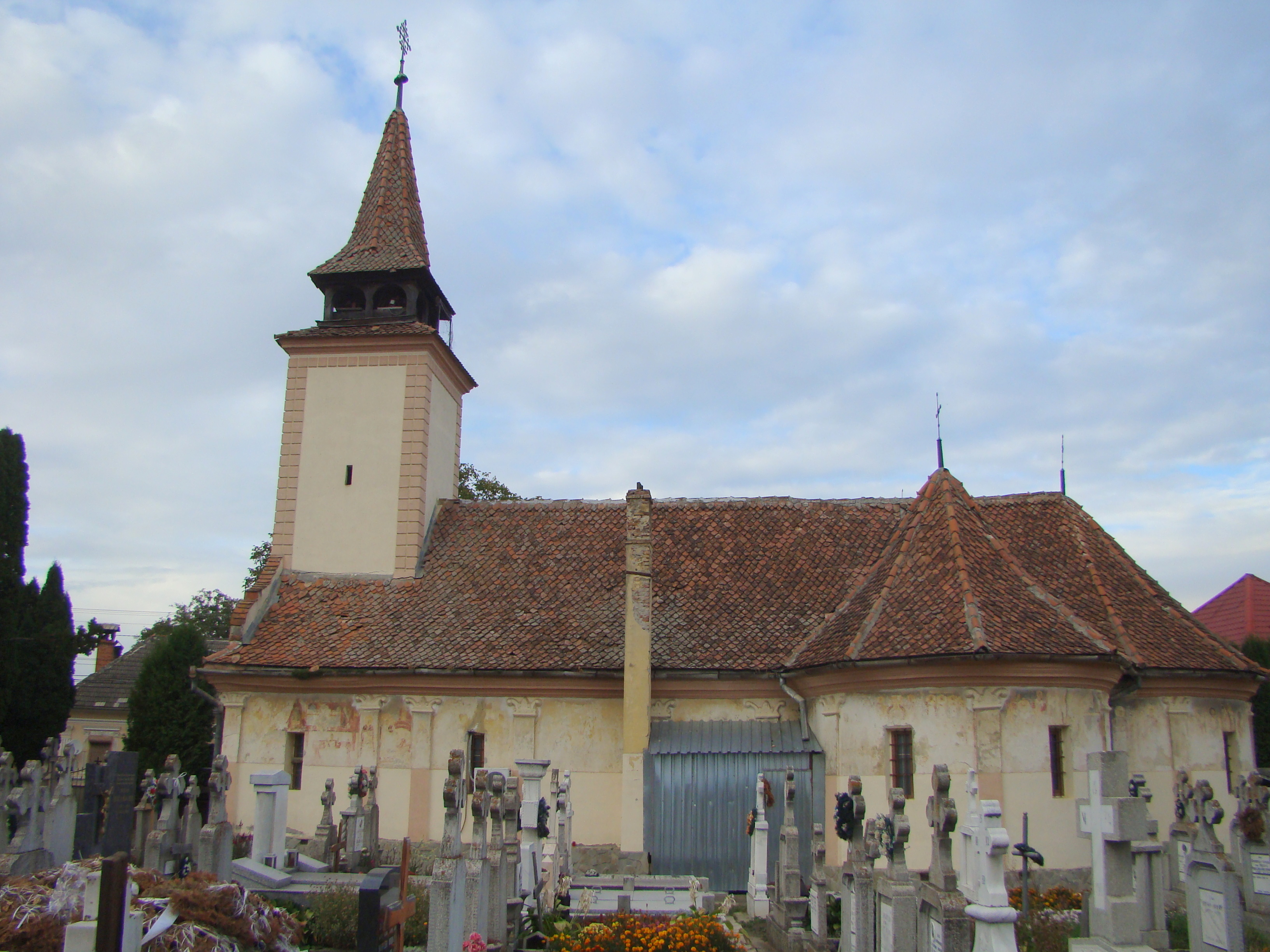
Biserica Sfinții Apostoli (monument istoric)
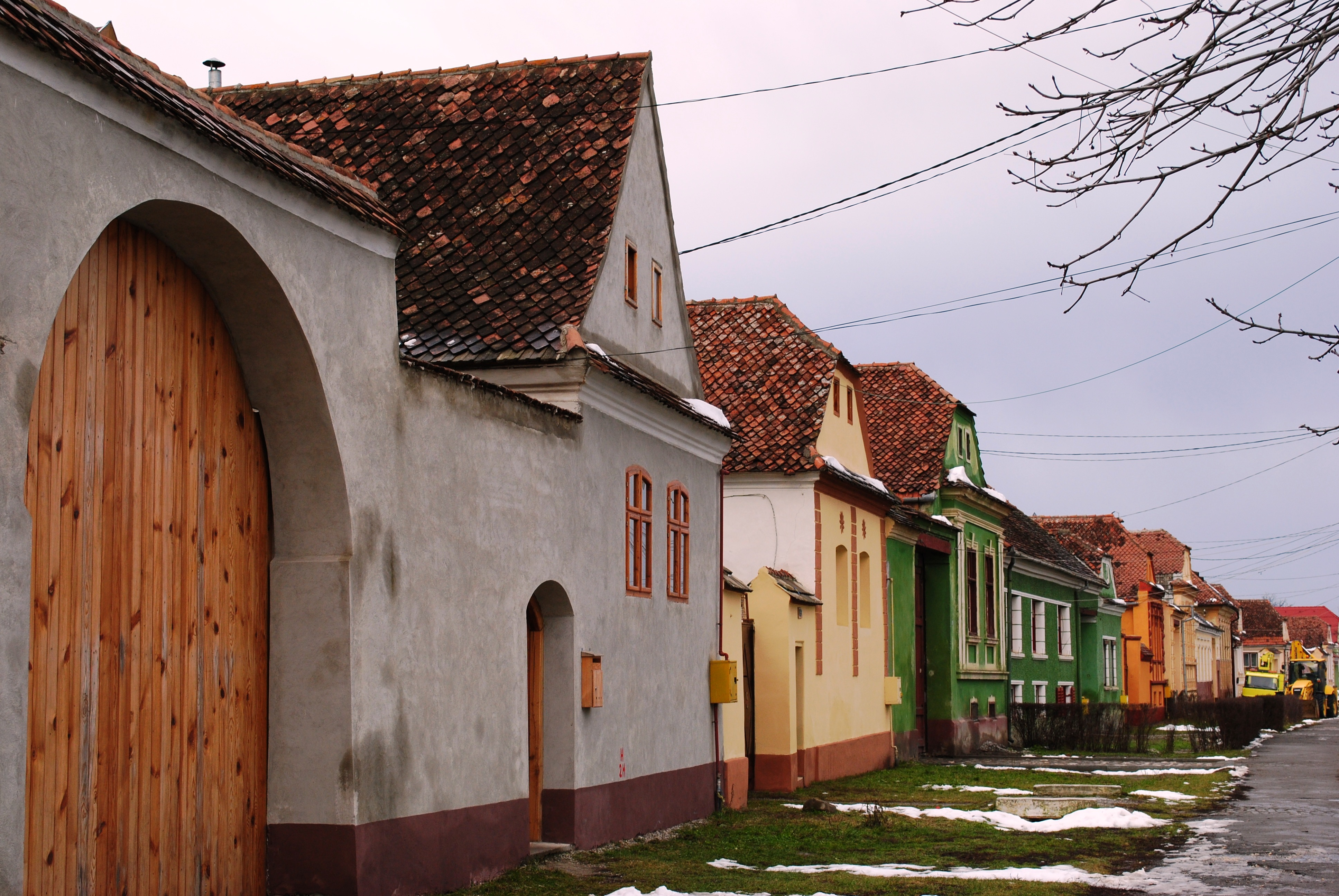
Situl rural Prejmer (monument istoric)
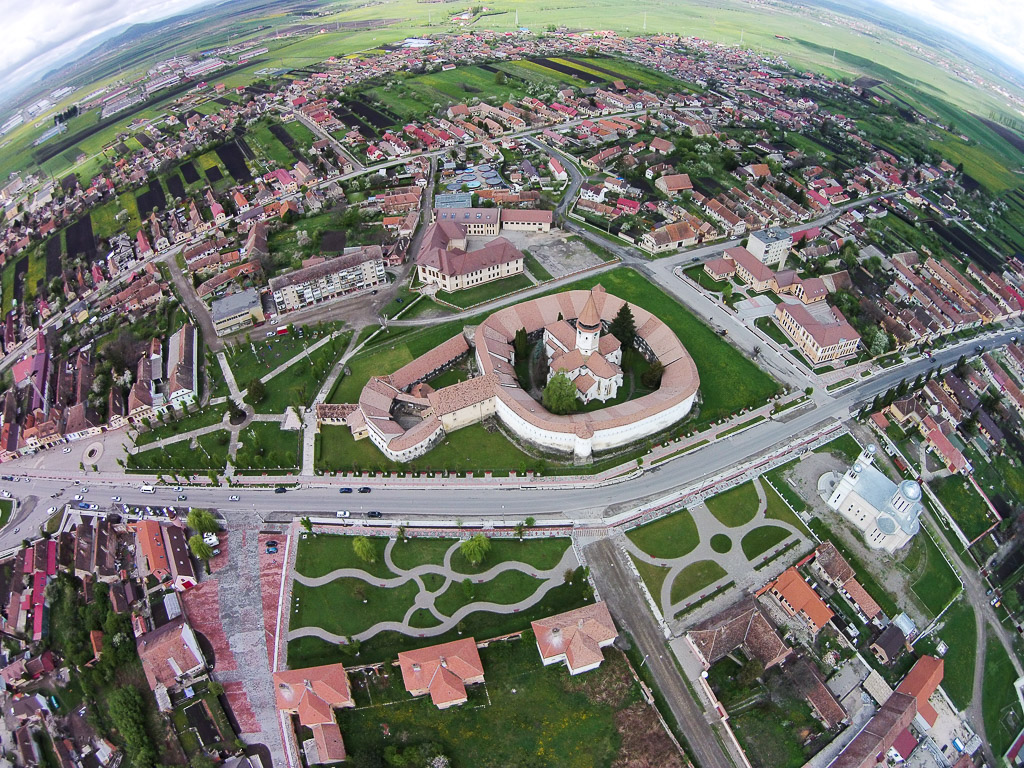
Ansamblul bisericii evanghelice fortificate (monument istoric)
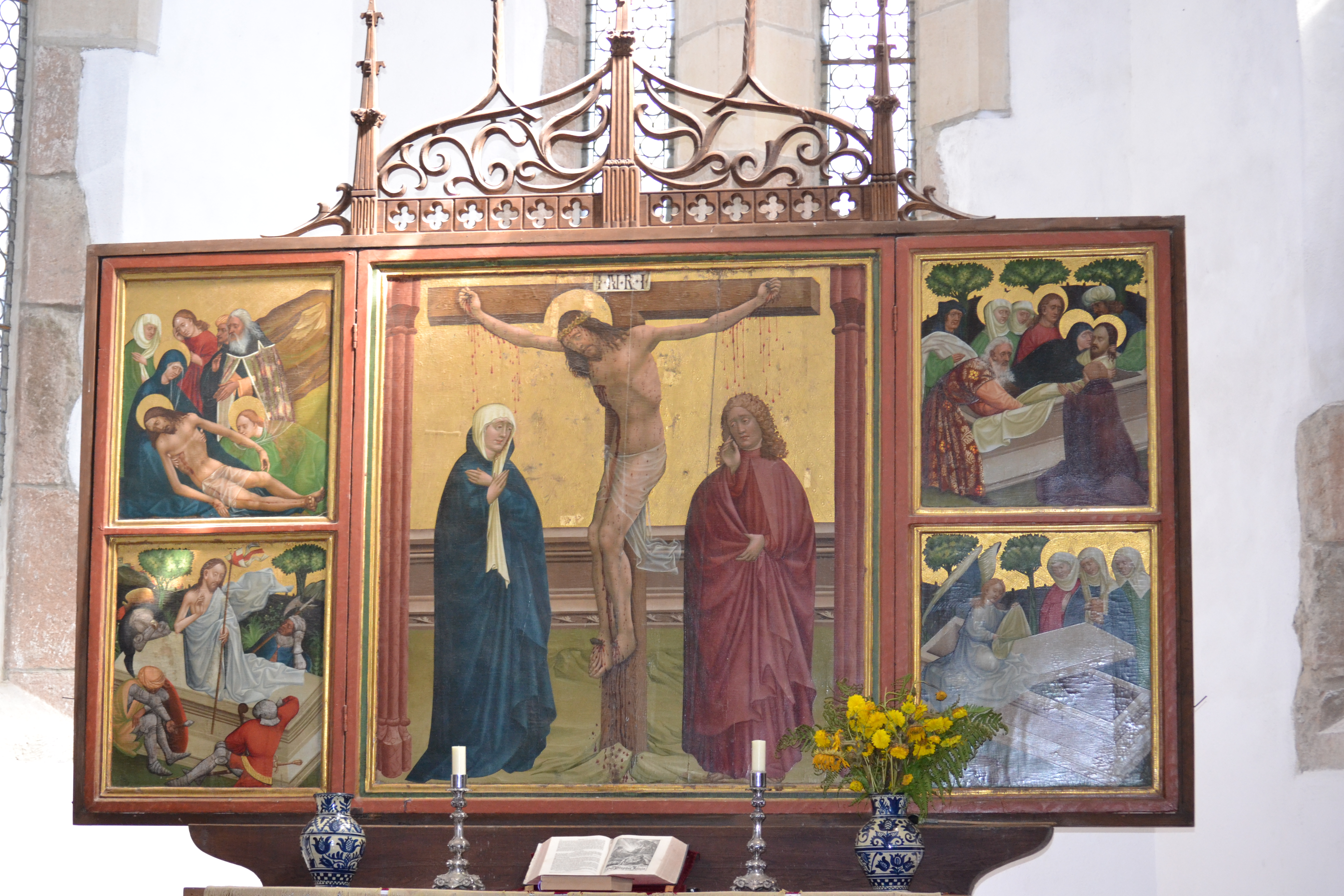
Altarul triptic
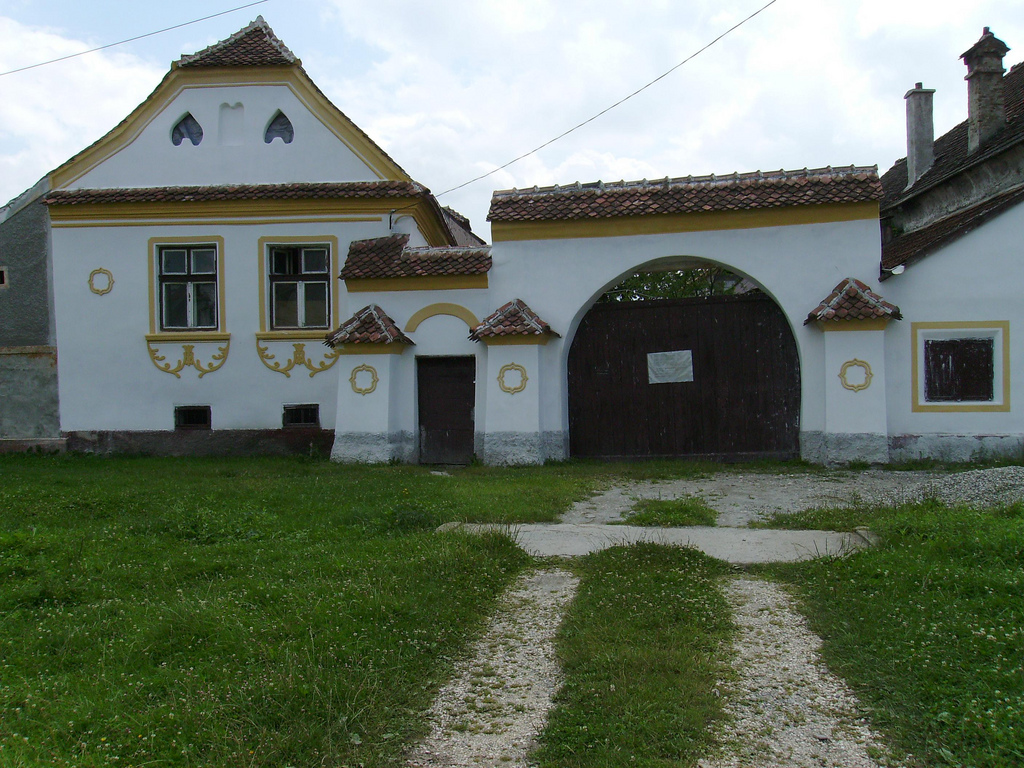
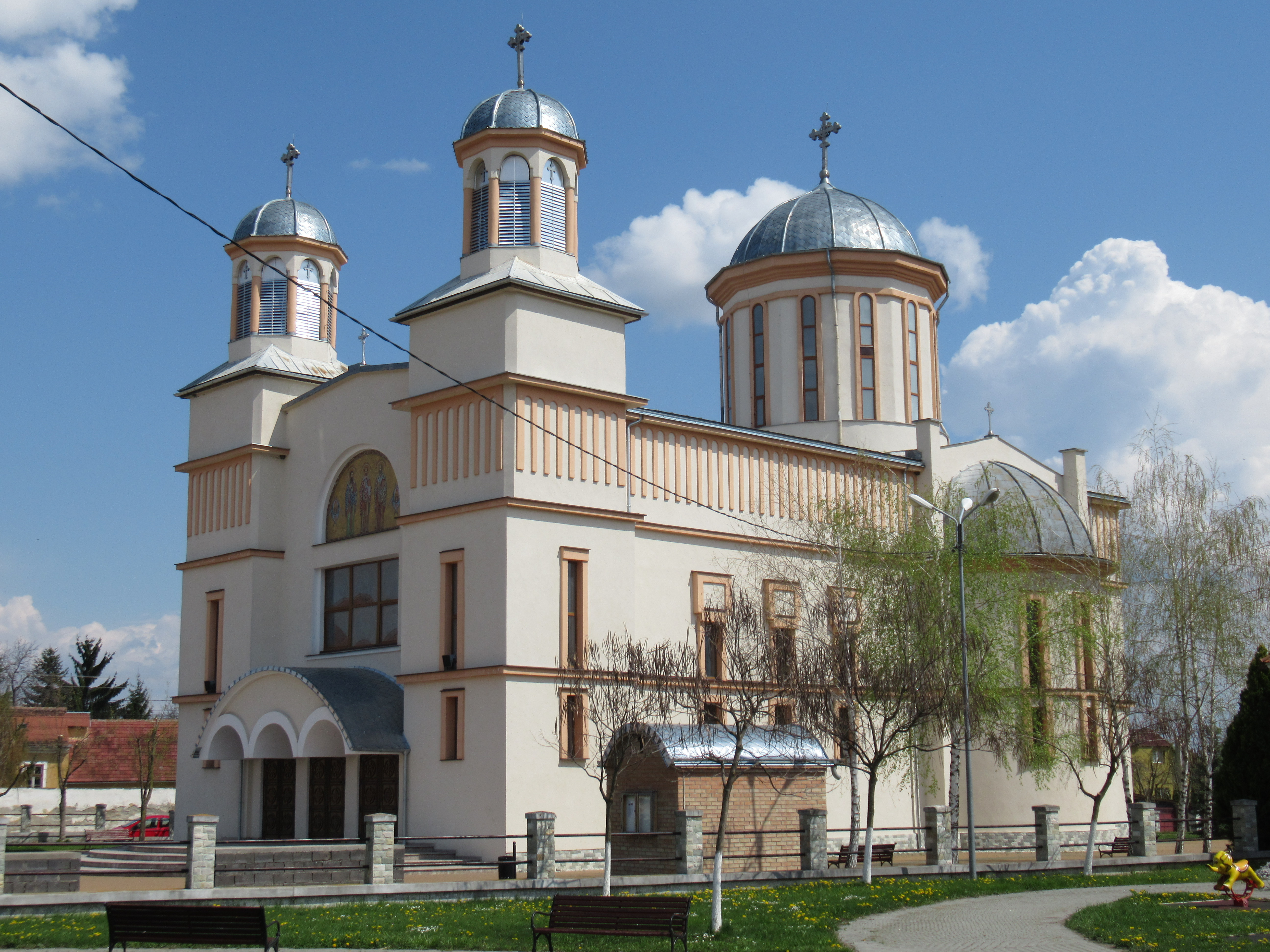
Biserica „Sfinții Trei Ierarhi”